# Michele Piccirillo
Michele Piccirillo OFM (ur. 18 listopada 1944 w Casanova di Carinola, zm. 26 października 2008 w Livorno) – włoski archeolog, biblista, kapłan katolicki, franciszkanin, członek Kustodii Ziemi Świętej, profesor Franciszkańskiego Studium Biblijnego w Jerozolimie.